# Битицкий сельский совет (Сумский район)
Битицкий сельский совет (укр. Битицька сільська рада) — входит в состав
Сумского района
Сумской области
Украины.
Административный центр сельского совета находится в 
с. Битица.

## Населённые пункты совета
- с. Битица
- с. Вакаловщина
- с. Зеленый Гай
- с. Никольское
- с. Пушкаревка